# Goričica pod Krimom
Goričica pod Krimom este o localitate din comuna Brezovica, Slovenia, cu o populație de 127 de locuitori.